# St. Bernhard (Flachsmeer)

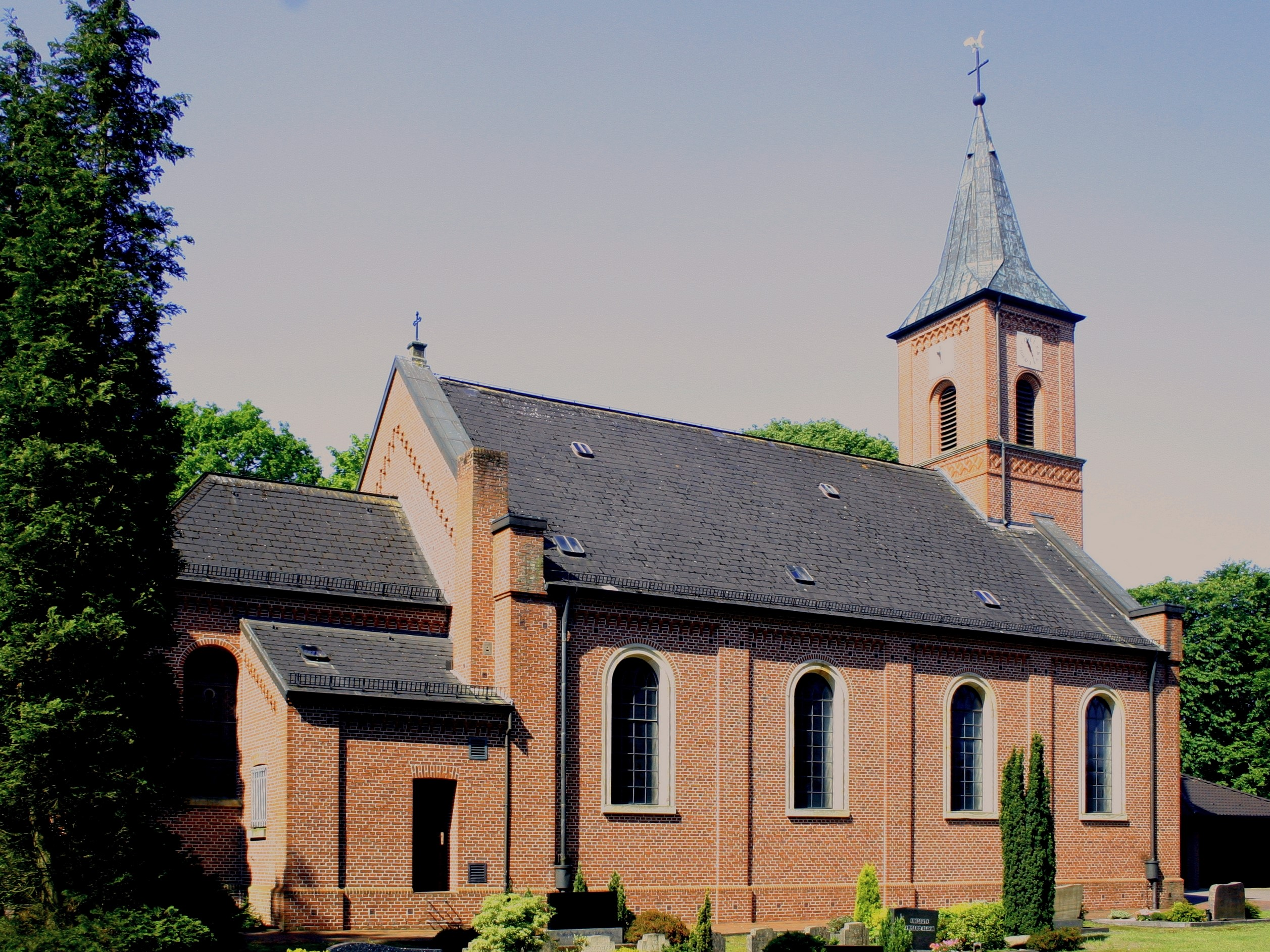
St. Bernhard

St. Bernhard in Flachsmeer ist die einzige katholische Pfarrkirche in der ansonsten weitgehend protestantischen Gemeinde Westoverledingen im südwestlichen Ostfriesland. Sie wurde 1860 im Stil der Neuromanik gebaut.

## Geschichte
Nach der Reformation war eine katholische Seelsorge in Flachsmeer nicht mehr regelmäßig gewährleistet. Von 1831 bis 1853 wurde der Ort von der Missionsstation Langholt versorgt. 1853 wurde Flachsmeer als eigene Missionsstation gegründet. Seit 1908 ist Flachsmeer eine Pfarrei. Eine Notkirche diente von 1853 bis 1860 als Provisorium. 1860/1861 wurde die heutige Pfarrkirche gebaut. Der Chor und eine seitlich daran angefügte Sakristei wurden 1904 angebaut. Im Zuge einer Renovierung von 1978 erfuhr die Sakristei eine Erweiterung. Als Filialkirchen wurden 1958/1959 St. Franziskus in Ihrhove und 1964 St. Bonifatius in Völlenerkönigsfehn gebaut.
Der Backsteinbau wurde als Saalkirche mit rechteckiger Apsis und Satteldach errichtet. Die Längsseiten werden durch Lisenen gegliedert. Die Felder weisen jeweils ein rundbogiges Fenster auf und werden von einem Rundbogenfries abgeschlossen. Der Glockenturm tritt zur Hälfte aus dem Schiff hervor. Die beiden Glocken wurden 1885 und 1960 gegossen.
Die Gemeinde gehört zur Pfarreiengemeinschaft Overledingerland im Dekanat Ostfriesland innerhalb des Bistums Osnabrück.

## Ausstattung
Die Orgel wurde ursprünglich für St. Michael in Leer gebaut und 1867 nach Flachsmeer verkauft. 1908 führte die Firma Carl Haupt aus Ostercappeln einen Umbau durch, ein weiteres Mal wurde sie 1976 von der Firma Speith-Orgelbau aus Rietberg vollständig umgebaut, nachdem 1948 eine Renovierung durch Alfred Führer erfolgt war. Das Instrument verfügt über Kegelladen und zwölf Register auf zwei Manualen und Pedal sowie eine pneumatische Spiel- und Registertraktur.
Im Jahr 1968 wurde der Innenraum neu gestaltet: Der Raum wurde ausgemalt und mit einem neuen Altarbild, einem Gnadenstuhl mit der Darstellung der Dreifaltigkeit, und einem Volksaltar ausgestattet. Der Innenraum bietet heute 250 Besuchern Platz.